# Aeroportul Bauru
Aeroportul Bauru (IATA: BAU, ICAO: SBBU) este un aeroport din São Paulo, Brazilia ce deservește zona Bauru. Aeroportul a fost tranzitat în 2021 de 0 pasageri. A fost numit după zona deservită.
Situat la o altitudine de 617 m, aeroportul dispune de 1 pistă.

## Infrastructură

### Piste
Aeroportul dispune de o singură pistă. Pista 14/32 are suprafața de asfalt și dimensiunile 1.500 m × 35 m. 